# Van Weezer
Van Weezer è il quindicesimo album in studio del gruppo musicale statunitense Weezer, pubblicato nel 2021.

## Tracce
1. Hero – 3:56
2. All the Good Ones – 2:44
3. The End of the Game – 3:01
4. I Need Some of That – 3:19
5. Beginning of the End – 3:15
6. Blue Dream – 2:50
7. 1 More Hit – 3:05
8. Sheila Can Do It – 2:57
9. She Needs Me – 2:52
10. Precious Metal Girl – 2:50

Tracce Bonus - Vinile
1. I've Thrown It All Away – 3:23
2. I Need Some of That (R.O.) – 0:50

## Sample
- I Need Some of That contiene estratti di Heat of the Moment, brano scritto da Geoff Downes e John Wetton e interpretato dagli Asia, nonché estratti di (Don't Fear) The Reaper, brano scritto da Donald Roeser e interpretato dai Blue Öyster Cult.
- Beginning of the End contiene samples di The Longest Time, brano scritto e interpretato da Billy Joel.
- Blue Dream include un estratto di Crazy Train, canzone scritta da Ozzy Osbourne, Randy Rhoads e Bob Daisley e interpretata da Ozzy Osbourne.
- Sheila Can Do It contiene un'interpolazione tratta da Girls, Girls, Girls, interpretata dai Mötley Crüe.

## Formazione
- Rivers Cuomo – voce, chitarra, tastiera, cori
- Patrick Wilson – batteria
- Brian Bell – chitarra, cori
- Scott Shriner – basso, cori

## Classifiche
| Classifica (2021)         | Posizione massima |
| ------------------------- | ----------------- |
| Austria                   | 26                |
| Belgio (Vallonia)         | 48                |
| Canada                    | 18                |
| Germania                  | 25                |
| Regno Unito               | 30                |
| Stati Uniti               | 11                |
| Stati Uniti (alternative) | 1                 |
| Stati Uniti (rock)        | 1                 |
| Svizzera                  | 40                |